# Mars 2000

## Événements

### Mercredi1ermars 2000
- Finlande : la constitution de la Finlande est réécrite
- Nations unies : Hans Blix devient président de la COCOVINU

### Jeudi2 mars 2000
- Chili : la justice chilienne demande la levée de l'immunité parlementaire d'Augusto Pinochet.

### Vendredi10 mars 2000
- Bourse : le NASDAQ est à son plus haut sommet historique, avec 5 048 points, ce qui symbolise le sommet de la bulle Internet

### Samedi11 mars 2000
- Formule 1 : Grand Prix automobile d'Australie.

### Dimanche12 mars 2000
- Espagne : José María Aznar obtient la majorité absolue lors des élections générales.

### Vendredi17 mars 2000
- Antarctique : B-15, le plus gros iceberg connu à ce jour[Quand ?] (295 × 37 km), se détache de la plate-forme de Ross[1]. Sa superficie (11 000 km2) avoisine alors celle de la Jamaïque.
- Ouganda : le Mouvement pour la restauration des dix commandements de Dieu commet un suicide collectif tuant 778 personnes[2].

### Samedi18 mars 2000
- Taïwan : élection de Chen Shui-bian au poste de président de Taïwan.

### Dimanche19 mars 2000
- Sénégal : Abdoulaye Wade est élu président face au président sortant Abdou Diouf.
- Rallye : Richard Burns remporte le rallye du Portugal.

### Lundi20 mars 2000
- Économie : création d'Euronext, né de la fusion des Bourses d'Amsterdam, de Bruxelles et de Paris.
- Vatican : début d'un voyage de six jours en Terre Sainte du pape Jean-Paul II.

### Mardi21 mars 2000
- L'Inde renonce aux essais nucléaires.

### Vendredi24 mars 2000
- Union européenne : début d'un sommet de deux jours des 15 membres à Lisbonne.

### Samedi25 mars 2000
- Formule 1 : Grand Prix automobile du Brésil.

### Dimanche26 mars 2000
- Russie : Vladimir Poutine est élu président de la Russie dès le 1er tour de l’élection présidentielle anticipée ; il remplace Boris Eltsine qui était démissionnaire.

### Lundi27 mars 2000
- France : remaniement ministériel dans le gouvernement Lionel Jospin. Parmi les principaux changements, Laurent Fabius remplace Christian Sautter au ministère des Finances et Jack Lang remplace Claude Allègre au ministère de l'Éducation nationale.

### Jeudi30 mars 2000
- Coupe de l'America : L'équipe « Team New Zealand » (Nouvelle-Zélande) conserve son titre à domicile, près d'Auckland.

## Naissances
- 2 mars : Nona Sobo, actrice catalane
- 3 mars : Žan Kolmanič, footballeur slovène
- 5 mars :
  - Saifeddine Bouhra, footballeur marocain
  - Víctor Chust, footballeur espagnol
  - Mélanie de Jesus dos Santos, gymnaste artistique française
- 6 mars : Darian Faisury Jiménez, athlète handisport colombienne

- 9 mars :

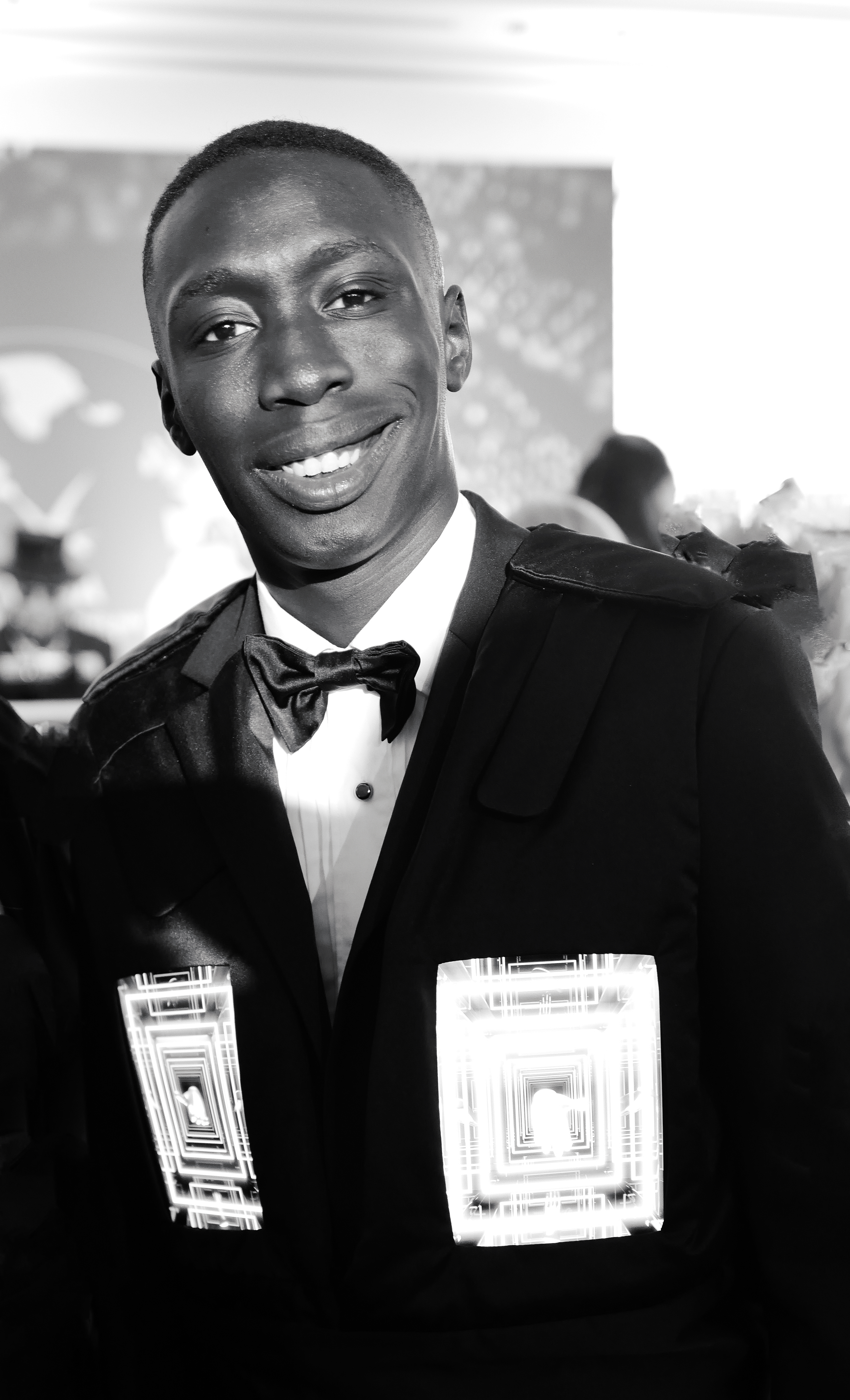
Khaby Lame.

  - Federico Navarro, footballeur argentin
  - Tim Siersleben, footballeur allemand
  - Khaby Lame, tiktokeur italo-sénégalais
- 10 mars :
  - Luke Le Roux, footballeur sud-africain
  - Dmytro Matsapura, footballeur ukrainien
  - Thiago Seyboth Wild, joueur de tennis brésilien
- 11 mars : Rahaf Mohammed, activiste saoudienne
- 12 mars : 
  - Benjamin Hvidt, footballeur danois
  - Tigist Gezahagn Menigstu, athlète handisport éthiopienne
- 14 mars : 
  - Billal Brahimi, footballeur algérien
  - Marsel Ismailgeci, footballeur albanais
- 16 mars : Umut Güneş, footballeur turc
- 17 mars : Nicolas Madsen, footballeur danois
- Maxime Boutin, mercenaire russe
- 19 mars : Lucas Lund, footballeur danois
- 20 mars :
  - Hyunjin : danseur, chanteur sud-coréen du groupe Stray Kids
- 21 mars :
  - Elsa Gaubert, céiste française
  - Jace Norman, acteur américain
- 22 mars : Luca Orellano, footballeur argentin
- 23 mars : Huang Renjun‚ chanteur chinois du boys band sud-coréen NCT
- 25 mars : Ivor Pandur, footballeur croate
- 26 mars: Lucas Thieux, acrobate français
- 27 mars : 
  - Gaspar Campos, footballeur espagnol
  - Ewan Henderson, footballeur écossais
  - Sophie Nélisse, actrice canadienne
- 28 mars : Aleyna Tilki, chanteuse de pop turque
- 31 mars : Anton Skipper, footballeur danois

## Décès
- 5 mars : Lolo Ferrari, actrice pornographique française (° 9 février 1963).
- 14 mars : C. Jérôme, chanteur français (° 21 décembre 1946).